# Mariana Klaveno
Mariana Klaveno (Endicott, Washington, 25 de octubre de 1979) es una actriz estadounidense, principalmente conocida por sus papeles en televisión como Lorena Ball  en la serie de HBO True Blood , como la psicópata Abby en la película While the Children Sleep del canal LifeTime, y como actriz de cine Peri Westmore en la comedia dramática de Lifetime Devious Maids. En 2014, Klaveno interpretó el papel de la detective Janice Lorenzo en la serie de drama criminal de la CBS Stalker.

## Biografía
Klaveno creció con tres hermanos en una granja familiar en Endicott, Washington. Se graduó magna cum laude en la Universidad de Washington de Seattle con una licenciatura en Teatro, estudiando allí con Jon Jory
Klaveno fue contratada en la serie de HBO  True Blood  en el papel de Lorena, el vampiro "creador" del personaje principal Bill Compton. Apareció por primera vez en el quinto episodio de la primera temporada y se convirtió en un habitual con créditos protagonista en la segunda mitad de la segunda temporada Klaveno fue nominada con el elenco protagonista por la "Mejor Interpretación de un Reparto en una Serie Dramática" en los 16º Premios del Sindicato de Actores en enero de 2010. Ella y su coestrella Stephen Moyer fueron galardonados con el premio "Scene of the Year" en los Scream Awards de 2010 por su escena en la tercera temporada, en la que Bill vuelve la cabeza de Lorena 180 grados al tener relaciones sexuales.
Klaveno protagonizó la película del canal Lifetime While the Children Sleep en el papel de Abby Reed, frente a Gail O'Grady Fue estrella invitada en la serie de televisión Standoff, ER, y dos episodios de la sexta temporada de Dexter.
En 2012, Klaveno fue contratada en el papel regular de Peri Westmore en la serie de comedia dramática de Lifetime Devious Maids. Klaveno fue miembro del reparto regular de la primera temporada e hizo apariciones especiales en la segunda temporada. En 2014 fue elegida como detective Janice Lorenzo en la serie de drama criminal de la CBS Stalker, al lado de Maggie Q y Dylan McDermott.

## Vida personal

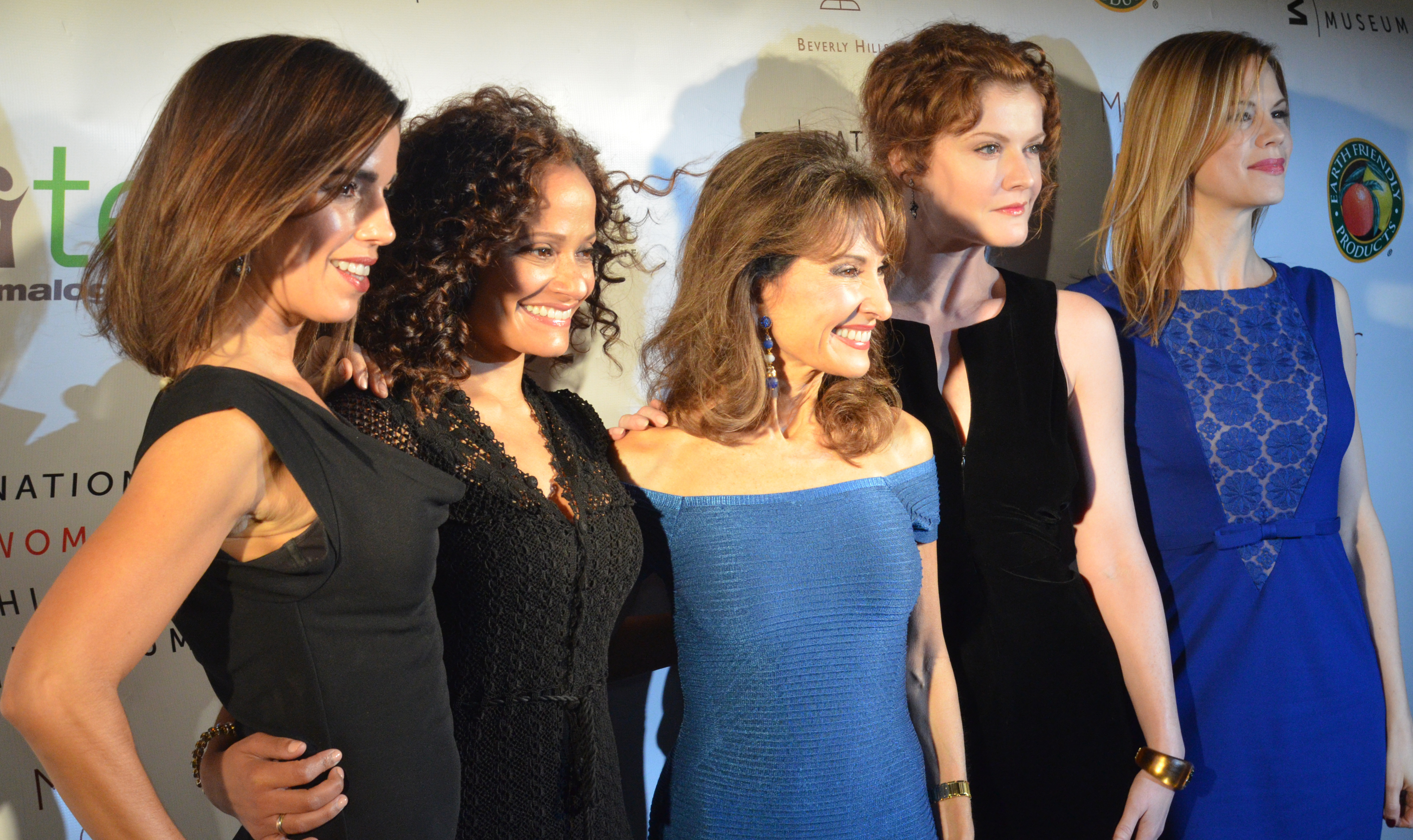
Devious Maids elegida por Mingle Media TV

En febrero de 2012, Klaveno se casó con su novio de toda la vida, Luis A. Patiño, un graduado de la Universidad de California en Los Ángeles.

## Filmografía

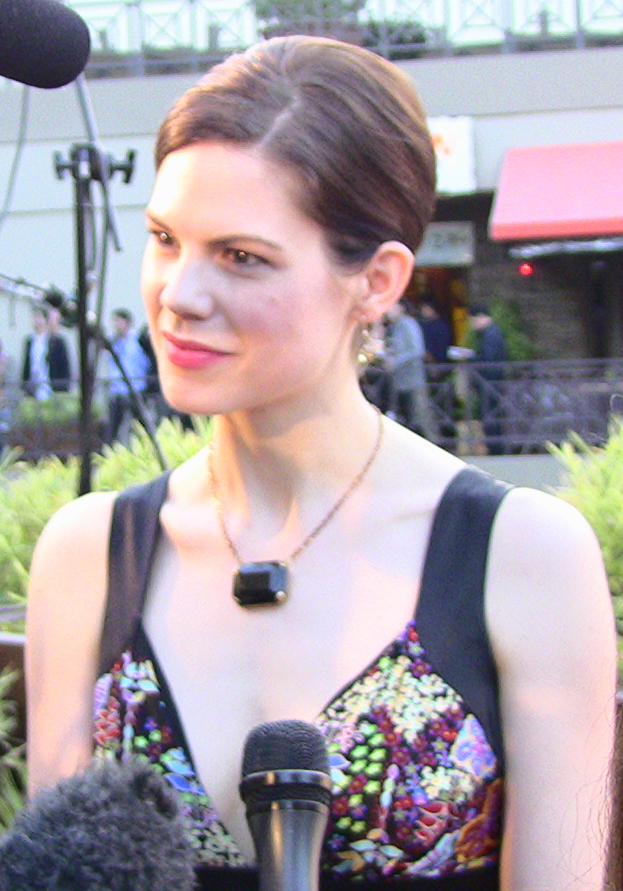
Klaveno en 2010

| Año           | Título                           | Papel                     | Notas                                                               |
| ------------- | -------------------------------- | ------------------------- | ------------------------------------------------------------------- |
| 2004          | Game box 1.0                     | Michelle                  | Direct-a-video                                                      |
| 2004          | Good Girls Don't...              | Mercedes                  | Episodio: "The Big O"                                               |
| 2005          | Alias                            | Mujer joven               | Episodio: "A Clear Conscience"                                      |
| 2006          | Laws of Chance                   | Allison Mayner            | Episodio: "Original"                                                |
| 2006          | In Justice                       | Carolyn Hunter            | Episodio: "Golden Boy"                                              |
| 2006          | Though None Go with Me           | Carrie                    | Película de TV                                                      |
| 2006          | The Lifestyle                    | Trixie                    | Cortometraje                                                        |
| 2006          | Dexter                           | Kari Nichols              | Episodio: "Partners in Crime"                                       |
| 2007          | First Period                     | Ms. Hendricks             | Cortometraje                                                        |
| 2007          | While the Children Sleep         | Abigail Reed              | Película de TV                                                      |
| 2007          | Final Approach                   | Agente Harris del FBI     | Película de TV                                                      |
| 2007          | K-Ville                          | Kelly Vert                | Episodio: "Cobb's Webb"                                             |
| 2008          | Sidewalk Situations              | Rose                      | Cortometraje                                                        |
| 2008          | ER                               | Rebecca                   | Episodio: "Under Pressure"                                          |
| 2008–10, 2012 | True Blood                       | Lorena Krasiki            | Serie regular: 13 episodios                                         |
| 2011          | The Carrier                      | Amanda                    | Cortometraje                                                        |
| 2011          | Hawaii Five-0                    | Julie Adelman             | Episodio: "E Malama"                                                |
| 2011          | Criminal Minds: Suspect Behavior | Veronica Day              | Episodio: "The Time is Now"                                         |
| 2011          | Dexter                           | Carissa Porter            | 2 episodios                                                         |
| 2011          | Innocent                         | Anna Vostick              | TV movie                                                            |
| 2012          | No God, No Master                | Loise Berger              |                                                                     |
| 2013–         | Devious Maids                    | Peri Westmore             | Series regular (season 1) & Guest star (season 2 & 3): 18 episodios |
| 2013          | Roar                             | Ellen Warren              | Short film                                                          |
| 2014–15       | Stalker                          | Detective Janice Lawrence | Series regular                                                      |
| 2022          | Superman & Lois                  | Lara Lor-Van              | Recurrente                                                          |